# Arthur Russell
Charles Arthur Russell, Jr. (21 de mayo de 1951 - 4 de abril de 1992) fue un violonchelista, compositor y cantante estadounidense. Relativamente desconocido en vida, una serie de recopilaciones a lo largo de la década del 2000 han rescatado su obra, de carácter  marcadamente experimental, que abarca los estilos disco, minimalista, o rock, habiendo colaborando con figuras como Philip Glass, David Byrne o Nicky Siano.
En febrero de 2008, Matt Wolf presentó en el Festival Internacional de Cine de Berlín un documental sobre su vida titulado Wild Combination: A Portrait of Arthur Russell.

## Discografía seleccionada

### Sencillos
- Dinosaur: "Kiss Me Again" (1978). Sire Records. Vocales por Myriam Valle. Producido por Arthur Russell y Nicky Siano.
- Loose Joints: "Is It All Over My Face" / "Pop Your Funk" (1980). West End Records. Producido por Arthur Russell y Steve D'Aquisto.
- Loose Joints: "Is It All Over My Face (Female version)" (1980). West End Records. Producido por Arthur Russell y Steve D'Aquisto.
- Dinosaur L: "Go Bang" (1982), de 24-24 Music. Sleeping Bag Records. Vocales por Lola Blank, Arthur Russell y Julius Eastman.
- Loose Joints: "Tell You Today" (1983). 4th and Broadway. Vocales por Joyce Bowden. Producido por Killer Whale (Russell) & Steve D'Aquisto.
- Felix: "Tiger Stripes" (1984). Sleeping Bag Records. Vocales por Maxine Bell. Producido por Killer Whale & Nicky Siano.
- Indian Ocean: "School Bell/Treehouse" (1986). Sleeping Bag Records (US) / 4th and Broadway (UK). Producido por Arthur Russell & Peter Zummo.
- Arthur Russell: "Let's Go Swimming" (1986). Logarythm (US) / Rough Trade (UK). Producido por Arthur Russell & Mark Freedman.
- Lola (Lola Blank): "Wax the Van" (1987). Jump Street Records. Vocales por Lola Blank. Producido por Bob y Lola Blank.
- Lola (Lola Blank): "I Need More" (1988). Vinylmania. Vocales por Lola Blank. Producido por Bob y Lola Blank.
- Arthur Russell: "Springfield" (2006).  Audika Records.  Incluye remezclas por The DFA.

### Álbumes de estudio
Con The Necessaries
- Big Sky (1981).  Sire Records.
- Event Horizon (1982). Sire Records.

Álbumes solistas
- 24-24 Music (1982; grabado entre 1979-80). Sleeping Bag Records.
- Tower of Meaning (1983). Chatham Square
- Instrumentals (1974 — Volume 2) (1984; grabado entre 1977-78). Another Side.
- World of Echo (1986). Upside Records (Mute Records) [US]/Rough Trade [UK]. R

### Compilaciones y EP
- Another Thought (1994). Point Music
- Calling Out of Context  (2004). Audika Records.  Compilado por Steve Knutson.
- The World of Arthur Russell  (2004). Soul Jazz Records.
- First Thought Best Thought (2006). Audika Records.
- Springfield EP (2006). Audika Records.
- Love Is Overtaking Me (2008). Audika Records (US)/Rough Trade (UK).
- Picture Of Bunny Rabbit (2023). Audika Records (US)/Rough Trade (UK).